# Chiesa di Santo Spirito (Milano)

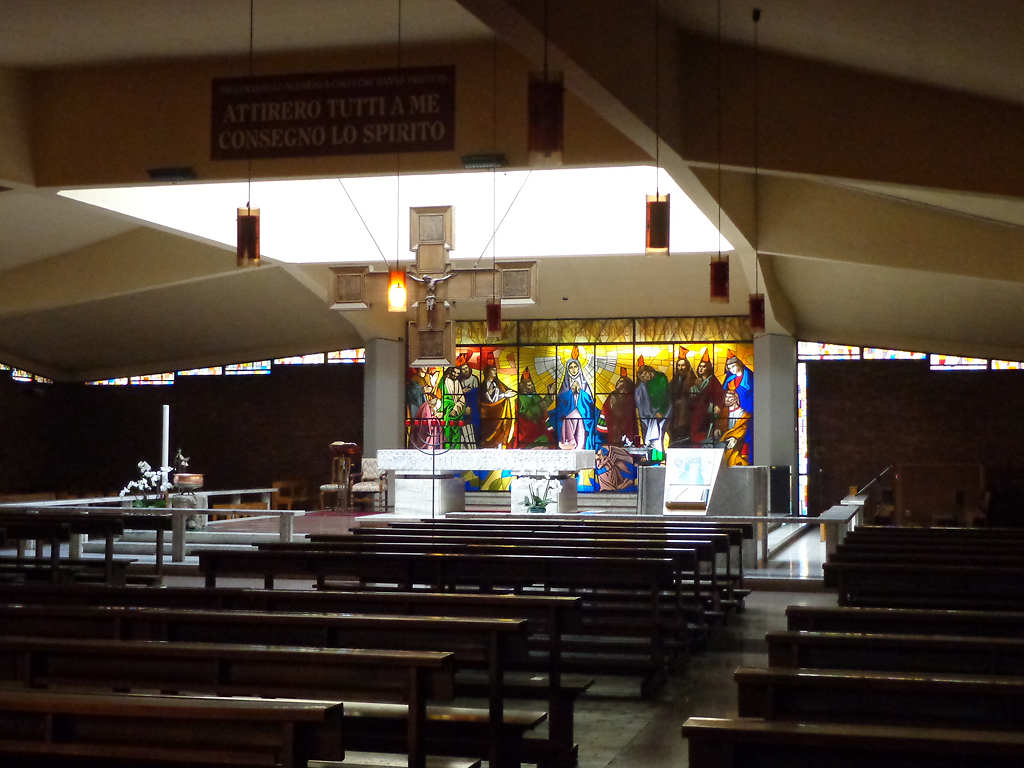
L'interno

La chiesa di Santo Spirito è una chiesa parrocchiale di Milano, posta fra il quartiere di Lambrate e la Città degli Studi.

## Storia
La chiesa, prevista per le necessità spirituali del vicino Politecnico, venne costruita dal 1962 al 1964 su progetto di Vittorio Gandolfi.
Si tratta di una delle 22 chiese costruite per celebrare il Concilio Vaticano II.
L'attuale parroco è don Stefano Saggin.

## Caratteristiche
Si tratta di una chiesa a pianta rettangolare, di 36 m di lunghezza e 25 m di larghezza.
L'esterno è poco appariscente, e si compone di un basso basamento rettangolare su cui si innesta la struttura che sostiene il tetto, anch'essa di altezza ridotta.
L'interno, al contrario, è fortemente caratterizzato dalle travi in calcestruzzo armato, che formano una struttura a croce che si apre in un tiburio centrale con copertura trasparente. Si crea così un forte contrasto fra la penombra dell'ambiente e l'altare, pienamente illuminato.
Alla chiesa sono annessi diversi ambienti: sul lato sinistro il battistero, sul lato destro la casa parrocchiale e i locali dell'oratorio; nel seminterrato sono poste altre aule ad uso parrocchiale.

### Fonti
- Cleto Gnech (a cura di), Ventidue chiese per ventidue concili, Milano, Comitato per le nuove chiese, 1969,  pp. 139-143, ISBN non esistente, SBN SBL0427608.
- Cecilia De Carli (a cura di), Le nuove chiese della diocesi di Milano. 1945-1993, Edizioni Vita e Pensiero, Milano, 1994,  p. 169, ISBN 88-343-3666-6.

### Ulteriori approfondimenti
- L. Fratino, V. Gandolfi, A. Vincenti, Chiesa parrocchiale in via Bassini a Milano, in Chiesa e Quartiere n. 18, 1961, pp. 55–59.
- Documentazione 1950-1960, in Fede e Arte, n. 10, 1962, pp. 260–261.
- E. Villa, Responsabilità di un'azione concorde, in Nuove Chiese, nn. 7-9, 1963, p. 32.
- A. Coccia, La scultura nelle nuove chiese, in Nuove Chiese, n. 2, 1967, p. 46.
- Nuove chiese a Milano, in Nuove Chiese, nn. 2, 3, 4, 1968.